# ون هنسیس
ون هنسیس (انگلیسی: Van Hansis؛ زادهٔ ۲۵ سپتامبر ۱۹۸۱) هنرپیشه اهل ایالات متحده آمریکا است.
از فیلم‌ها یا برنامه‌های تلویزیونی که وی در آن نقش داشته‌است می‌توان به مرا ببوس، مرا بکش اشاره کرد.